# Xa lộ Liên tiểu bang 44
Xa lộ Liên tiểu bang 44 (tiếng Anh: Interstate 44 hay viết tắt là I-44) là một xa lộ liên tiểu bang chính tại miền Trung Hoa Kỳ. Điểm đầu phía tây của nó nằm trong thành phố Wichita Falls, Texas ở điểm trùng với Quốc lộ Hoa Kỳ 277, Quốc lộ Hoa Kỳ 281 và Quốc lộ Hoa Kỳ 287; đầu phía đông của nó nằm ở Xa lộ Liên tiểu bang 55 trong thành phố St. Louis, Missouri. I-44 là một trong số 5 xa lộ liên tiểu bang được xây dựng để đi tránh Quốc lộ Hoa Kỳ 66; xa lộ này bao gồm đoạn nằm giữa thành phố St. Louis và Oklahoma City.
Gần như toàn tuyến đường của I-44 ở về phía đông thành phố Springfield, Missouri trước đây từng là Quốc lộ Hoa Kỳ 66 được nâng cấp từ hai đến bốn làn xe từ năm 1949 đến năm 1955. Đoạn đường của I-44 ở phía tây thành phố Springfield được xây dựng xa về phía nam hơn Quốc lộ Hoa Kỳ 66 để kết nối đoạn đường của tiểu bang Missouri với Xa lộ thu phí Will Rogers đã được hoàn thành trước đó mà tiểu bang Oklahoma muốn dùng làm đoạn đường của I-44 trong địa phận của mình.
I-44 được nhắc đến trong bài hát "Convoy" của C.W. McCall.

## Mô tả xa lộ
|         | dặm | km   |
| ------- | --- | ---- |
| TX      | 15  | 24   |
| OK      | 329 | 530  |
| MO      | 290 | 467  |
| Tổng số | 634 | 1021 |

### Texas
I-44 bắt đầu trong thành phố Wichita Falls và chạy gần như theo hướng bắc đến ranh giới Texas-Oklahoma nằm ở Sông Red. Đoạn đường I-44 thuộc tiểu bang Texas chỉ dài khoảng 15 dặm (24 km), ngắn hơn nhiều so với các đoạn đi qua tiểu bang Oklahoma và Missouri. Tại thành phố Wichita Falls, I-44 chạy trùng với Quốc lộ Hoa Kỳ 277, Quốc lộ Hoa Kỳ 281 và Quốc lộ Hoa Kỳ 287. Nó được người địa phương gọi là "Xa lộ cao tốc trung tâm".

### Oklahoma
I-44 tại tiểu bang Oklahoma phần lớn là ba xa lộ thu phí riêng biệt; nó đi song song với cựu Quốc lộ Hoa Kỳ 66 từ Oklahoma City đến ranh giới tiểu bang Missouri. Tại tây nam tiểu bang Oklahoma, I-44 là Xa lộ thu phí H.E. Bailey và chính yếu đi theo hướng bắc–nam. Tại vùng Oklahoma, I-44 có từ sáu đến tám làn xe; nó chạy trùng với I-35 khoảng 4 dặm trong Oklahoma City. Từ Oklahoma City, I-44 đi theo hướng đông bắc–tây nam trong vai trò của Xa lộ thu phí Turner về phía thành phố Tulsa. Sau khi I-44 rời Tulsa, nó trở thành Xa lộ thu phí Will Rogers đến ranh giới tiểu bang Missouri.

### Missouri

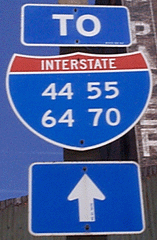
Biển dấu không đúng chuẩn gồm các xa lộ I-44/I-55/I-64/I-70 tại phố chính thành phố St. Louis

I-44 đi vào tiểu bang Missouri ở phía tây nam thành phố Joplin gần góc giáp ranh ba tiểu bang Oklahoma, Missouri, và Kansas. Nó đi trật khỏi ranh giới tiểu bang Kansas khoảng ít hơn 200 thước Anh (180 m). Lối ra đầu tiên tại tiểu bang Missouri là để đến Quốc lộ Hoa Kỳ 166. I-44 tiếp tục đi qua phần phía nam thành phố Joplin, rồi tiếp tục theo hướng đông trên cựu Quốc lộ Hoa Kỳ 166 để đến thành phố Mount Vernon. Tại phần phía đông bắc thành phố Mount Vernon, I-44 đi theo hướng đông bắc trong khi đó US 166 củ tiếp tục hướng đông trên Xa lộ Missouri 174.  Đoạn đường đến Halltown là một con lộ hoàn toàn mới, không phải là đường tránh cho bất cứ xa lộ nào trước đây. Tại Halltown, con đường đi theo lộ trình của Quốc lộ Hoa Kỳ 66 cả đường đến phố chính thành phố St. Louis.
I-44 đi qua phía bắc Springfield về tiếp tục theo hướng đông bắc. Tại Waynesville, I-44 đi vào một vùng đồi núi uốn cong cho đến khi nó đi qua Rolla.  Dù con đường vẫn còn đi qua các khu vực đồi núi nhưng không có khu vực nào quá dốc.
Tại thành phố Pacific, I-44 bắt đầu mở rộng thành sáu làn xe, sau đó là tám làn xe. Xa lộ liên tiểu bang tiếp tục vào các khu ngoại ô của thành phố St. Louis, cuối cùng kết thúc gần Sông Mississippi tại điểm giao cắt với I-55.

## Các xa lộ phụ
- Tulsa, Oklahoma - I-244, I-444 (không biển dấu)
- St. Louis, Missouri - I-244 bị giải thể năm 1974, ngày nay được ghi biển dấu là I-270.

### Các xa lộ thương mại liên tiểu bang
Tất cả các xa lộ thương mại vòng của Xa lộ Liên tiểu bang 44 đều nằm trong tiểu bang Missouri.  Chúng phục vụ các thành phố Joplin, Sarcoxie, Mount Vernon, Springfield, Lebanon,  Waynesville-St. Robert, Rolla, và Pacific.  Một xa lộ thương mại nhánh ngắn nối Xa lộ Liên tiểu bang 44 với Doanh trại Leonard Wood.